# Shmuel Gal
Shmuel Gal ( en hebreo: שמואל גל‎, nacido en 1940) es matemático y profesor de estadística en la Universidad de Haifa en Israel. 

## Semblanza
Gal ideó el método de tablas precisas de Gal para la evaluación por computadora de funciones elementales. Con Zvi Yehudai desarrolló en 1993 un nuevo algoritmo de clasificación que utiliza IBM.
Resolvió en 1979 el juego de la princesa y el monstruo e hizo varias contribuciones significativas al área de los juegos de búsqueda.
Ha estado trabajando en problemas de citas con sus colegas colaboradores Steve Alpern, Vic Baston y John Howard.
Obtuvo un doctorado en matemáticas por la Universidad Hebrea de Jerusalén. Su asesor de tesis fue Aryeh Dvoretzky. 